# 弥栄神社 (津和野町)

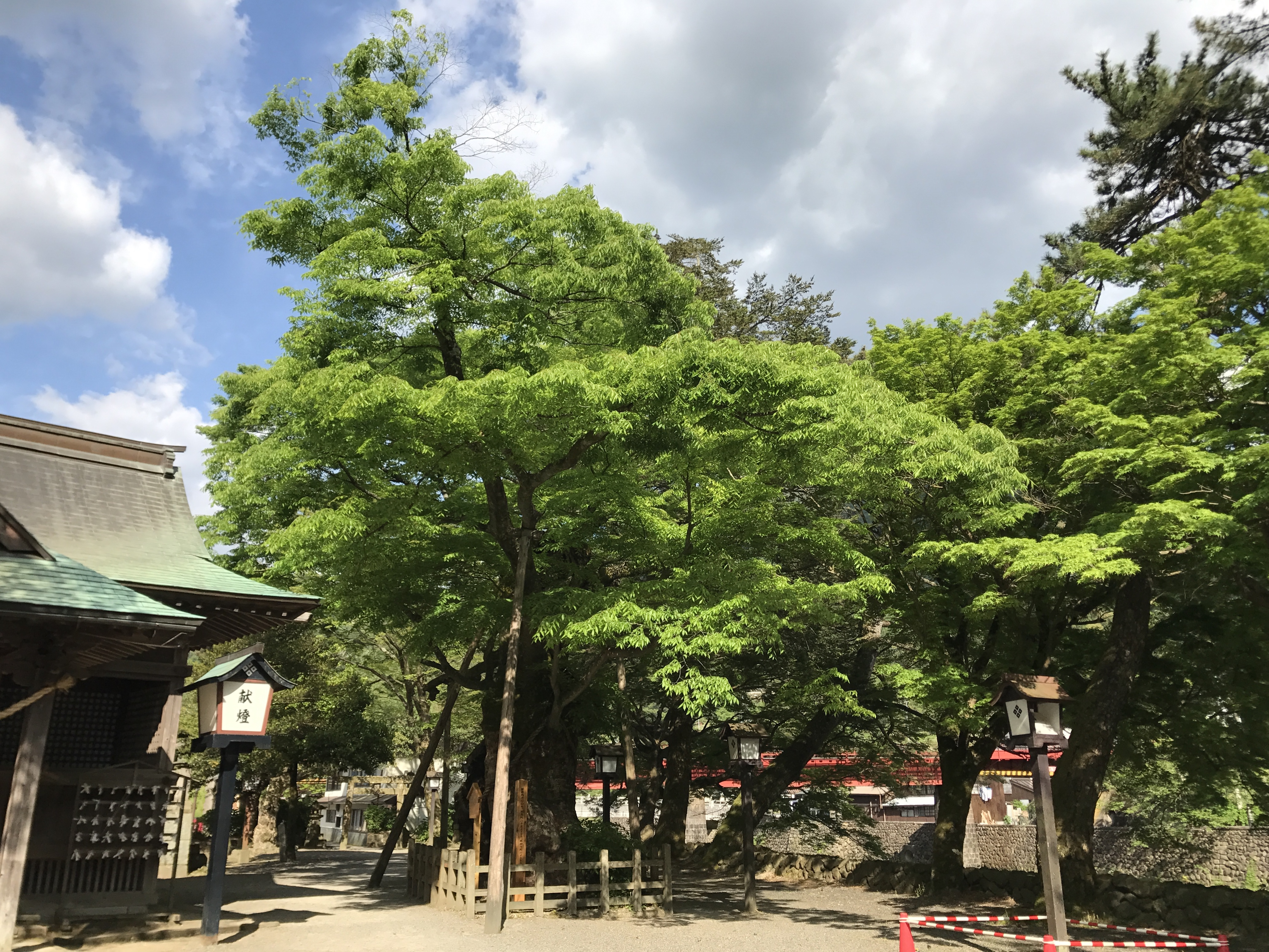
境内の大ケヤキ

弥栄神社（やさかじんじゃ）は、島根県鹿足郡津和野町後田にある神社である。

## 祭神
主祭神
須佐之男命
配神
正哉吾勝勝速日天忍穂耳命、天穗日命他7柱
大己貴命他3柱

## 歴史
正長元年（1428年）三本松城主吉見氏が祇園社の分霊を太鼓谷山に勧請したのが初めとされる。
永享9年（1437年）吉見弘信が社地を下元原（現在地）に遷座し、三本松城の鬼門を守る社とした。吉見氏以降坂崎成正を経て亀井氏が藩政を執るようになり、廃藩に至るまで藩主の造営や寄進を受け、町民の崇敬を集めた。
創建時より「滝本祇園社」という社名であり、現在の社名に改めたのは慶応3年（1867年）のことである。

## 祭祀
毎年6月30日は輪くぐり神事が行われる。境内には近隣住民による出店や、石見神楽奉納が行われる。この日から津和野では浴衣を着るという風習がある。
また毎年7月20日・27日には、古典芸能神事である鷺舞が舞われる。「津和野弥栄神社の鷺舞」として国の重要無形民俗文化財に指定されている。